# Cờ vua Los Alamos
Cờ vua Los Alamos là một biến thể cờ vua được chơi trên một bàn cờ 6×6 không có tượng. Đây là trò chơi giống cờ vua đầu tiên được chơi bởi một chương trình máy tính. Biến thể được lập trình tại Phòng thí nghiệm Los Alamos bởi Paul Stein và Mark Wells cho máy tính MANIAC I vào năm 1956. Việc giảm kích thước và số quân từ bàn cờ vua tiêu chuẩn do khả năng của máy tính khi đó rất hạn chế. Chương trình rất đơn giản, chỉ chứa khoảng 600 lệnh. Nó phần lớn sử dụng thuật toán tìm kiếm dạng cây minimax và có thể xem trước bốn ply. Để ghi điểm cho bàn cờ ở cuối lần xem trước, chương trình ước tính điểm cho giá trị và cho tính di động của các quân, sau đó tính tổng. Mã giả của nó được mô tả trong Hình 11.4 của Newell, 2019. Năm 1958, một phiên bản sửa đổi đã được viết cho máy tính MANIAC II với cờ vua 8×8 đầy đủ, nhưng mã giả không được công bố.

## Luật chơi
●Vị trí bắt đầu: 
-Trắng:
Tốt: a2, b2, c2, d2, e2, f2
Xe: a1, f1
Mã: b1, e1
Hậu: c1
Vua: d1
-Đen:
Tốt: a5, b5, c5, d5, e5, f5
Xe: a6, f6
Mã: b6, e6
Hậu: c6
Vua: d6

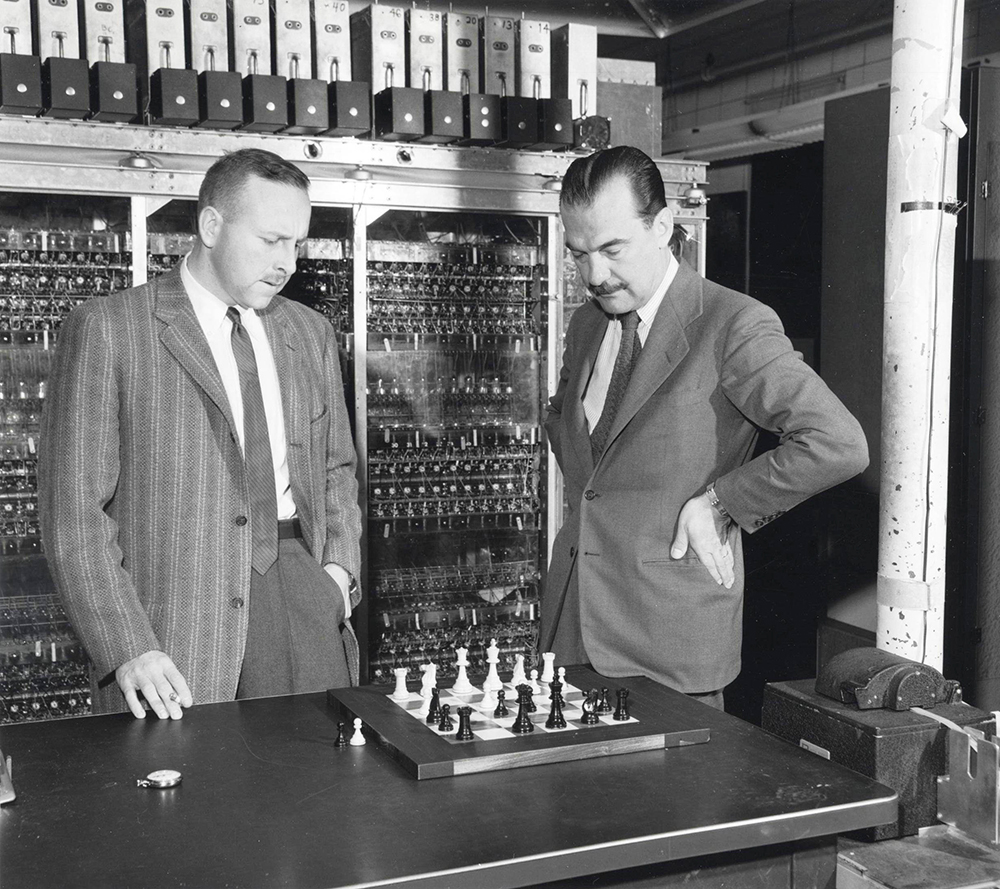
Một trận cờ Los Alamos giữa Paul Stein, Nicholas Metropolis và MANIAC năm 1951.

●Các luật giống với cờ vua tiêu chuẩn ngoại trừ:
- Không có nước đi tốt hai bước, cũng không có nước đi bắt tốt qua đường;
- Tốt không được thăng cấp thành tượng;
- Không có nhập thành.